# Kunsthalle Lingen
Die Kunsthalle Lingen ist das Zentrum für Zeitgenössische Kunst in Lingen (Ems). Träger der Kunsthalle ist der 1983 gegründete Kunstverein Lingen. Am 12. Oktober 1997 wurde die Kunsthalle als Teilkomplex des restaurierten Industriebaus Halle IV eröffnet.
Gründungsdirektor ist Heiner Schepers, der die Kunsthalle bis 2008 leitete. Seit 2009 ist Meike Behm Geschäftsführerin des Kunstvereins und Direktorin der Kunsthalle.

## Programm
Das Programm der Kunsthalle spiegelt in Einzel- und Gruppenausstellungen das lokale, nationale und internationale Kunstgeschehen. Die bildende Kunst der Gegenwart zu fördern und zu vermitteln ist der Bildungsauftrag des Kunstvereins Kunsthalle Lingen. Die Einbeziehung von Kulturproduzenten aus verschiedenen Bereichen ermöglicht einen interdisziplinären Austausch und etabliert die Lingener Kunsthalle als offenes Forum für Diskussionen unterschiedlichster Ansätze.
Die Kunsthalle Lingen pflegt und betreut einen Teil des Nachlasses des 1925 in Lingen geborenen Künstlers Harry Kramer, („der Friseur aus Lingen“), der 1964 an der documenta III in Kassel teilnahm und dort 1997 starb. Sie präsentiert sein formal und inhaltlich reichhaltiges Werke jeweils in Ausschnitten, so dass unterschiedliche Aspekte vermittelt werden.

## Standort
Die Kunsthalle ist Teil der „Halle IV“, des nördlichsten Teils der Königlich Hannoverschen Bahnhofswerkstätten, die seit 1856 in Lingen an der parallel zur Grenze mit den Niederlanden verlaufenden Hannoverschen Westbahn entstanden. Sie wurden später zur Reichs- und noch später zum Bundesbahn-Ausbesserungswerk. Die Kunsthalle befindet sich in der so genannten „neuen Bude“ des ehemaligen Eisenbahnwerks, die 1908 die damals 33 Jahre alte Lokhalle („alte Bude“) ersetzte und nach dem Bau der großen Lokrichthalle I/II zum Hauptlager wurde. Mitte der 1980er Jahre wurde das Ausbesserungswerk geschlossen.
1990 erwarb die Stadt Lingen das Areal und bereitete schrittweise die zentral östlich des Bahnhofs gelegene, inzwischen unter Denkmalschutz stehende  Industriebrache zur Neunutzung vor. Die Halle IV und vier weitere inzwischen restaurierte Hallen beherbergen, beginnend 1995, neben Büro- und Arbeitsräumen der Hochschule Osnabrück (Standort Lingen), ein Studio des Offenen Kanals Ems-Vechte-Welle, den regionalen Fernsehsender EV1.TV und weitere Firmen aus dem IT- und Dienstleistungsbereich sowie Tagungsräume und ein kleines Restaurant. Seit 2007 verbindet eine Unterführung den Bereich mit dem westlich der Bahnstrecke gelegenen Theo-Lingen-Platz, dem Bahnhof und dem Stadtkern. Seit Beginn des Wintersemesters 2012/13 komplettiert die vollständig renovierte Lokrichthalle I/II den Hochschulcampus der Hochschule Osnabrück, Standort Lingen.

## Lingener Kunstpreis
Der Lingener Kunstpreis für zeitgenössische Malerei wird seit 1983 von Bürgern und Unternehmen aus Lingen und der Region finanziert. Seit 2004 tragen ihn maßgeblich die Mitglieder des Freundeskreises Lingener Kunstpreis. Ziel des inzwischen alle zwei Jahre vergebenen Preises ist es, jüngere Maler zu fördern und den Menschen der Region damit aktuelle Kunst nahezubringen. Der mit 7.500 Euro dotierte Preis ist verbunden mit einer Einzelausstellung in der Lingener Kunsthalle und der Herausgabe eines Kataloges. Die Stadt Lingen kauft regelmäßig eine zentrale Arbeit für die städtische Kunstsammlung an.
Wurden in den ersten 10 Jahren ganz junge Künstler gebeten, sich zu bewerben, werden jetzt 12 europäische Galerien eingeladen, jeweils zwei Bewerber vorzuschlagen, die ihr Studium mindestens 3 Jahre abgeschlossen haben. Aus diesen sucht eine unabhängige Jury den Preisträger aus; ihr gehören zwei Fachjuroren aus der Kunstszene, die Direktorin der Kunsthalle Lingen und drei Mitglieder des Freundeskreises des Lingener Kunstpreises als Laienjuroren an.
Die bisherigen Preisträger:
- 1983 Reinhard Wieczorek
- 1984 Henning Rethmeier
- 1985 Annette Venebrügge
- 1986 Dagmar Demming
- 1987 Thomas Jessen
- 1988 Beate Spalthoff
- 1989 Ildefons Höyng
- 1990 Jochen Twelker
- 1991 Barbara Steppe
- 1992 Rolf Bier
- 1994 Karin Kneffel
- 1996 Andrea Scrima
- 1998 Antje Majewski
- 2000 Matthias Kanter
- 2002 Amalia Theodorakopoulos
- 2004 Cornelius Völker
- 2006 Annelise Coste
- 2008 Julia Oschatz
- 2010 Birgit Megerle
- 2012 Kim Nekarda
- 2014 Marieta Chirulescu
- 2016 Éder Oliveira
- 2018 Georgia Gardner Gray
- 2020 Helen Feifel
- 2022 Robel Temesgen
- 2024 Cudelice Brazelton IV

## Ausstellungen (Auswahl)
- 29. März bis 7. Juni 2009: Bernhard Martin – „Thema verfehlt“
- 15. Oktober bis 18. Dezember 2011: Rivane Neuenschwander und Haegue Yang – „Escaping Things and Words“
- 9. Juni bis 25. September 2011: Suse Weber – „Formel: Marionette“
- 12. Mai  bis 26. August 2012: Sarah Pelikan – „Piano del colore“
- 15. September bis 4. November 2012: Kim Nekarda – „Von einem Rätsel zum anderen“
- 23. Februar bis 28. April 2013: Thea Djordjadze – „our full“
- 11. Dezember 2021 bis 6. März 2022: Heidi Specker DAMME
- 21. März 2025 bis 18. Mai 2025: Elke Greis - Gestern Heute Morgen